# Direcția 9
Direcția 9 este o asociație culturală înființată în anul 2013 de poetul român Adrian Suciu.

## Obiective
Scopul asociației este sprijinirea, editorial și financiar, a poeților debutanți, dar și revalorizarea și reintroducerea în circulație a unor poeți consacrați. 

„Sîntem o entitate privată, nu datorăm nimic establishment-ului literar autohton, ne asumăm proiecte literare și culturale, precum și parteneriate și colaborări, în deplină libertate, fără alte criterii decît binele și frumosul în accepțiunea noastră.” (Adrian Suciu)

## Activitate
Asociația Culturală Direcția 9 își propune să aducă poezia în fața oamenilor prin organizarea de recitaluri, turnee și înregistări video.
Acordă premii literare și este prezentă la evenimente literare naționale și internaționale.
Conceptul prin care se realizează promovarea poeziei poartă numele de „Poezia vie”.
În 2014, Direcția 9 a lansat o amplă videotecă de poezie contemporană românească, conținând înregistrări realizate în cadrul evenimentelor asociației. 

În 2015, sunt inaugurate Atelierele Literare Poezia Vie și Cenaclul 9, destinate stimulării creativității tinerilor poeți.

### Volume publicate în colecțiile Poezia Vie și Poezia 9

#### 2013
- Valeriu Mircea Popa – Cercul de camfor – Ed. Herg Benet
- Carmen Ciumărnean – Cafea de anul trecut – Ed. Herg Benet
- Ciprian Chirvasiu – Nimeni, nimic, niciodată – Ed. Herg Benet

#### 2014
- George G. Asztalos – InfraRouge – Ed. Karth
- Dan Herciu – JAMA – Ed. Karth
- Marius Dumitrescu – Tâlharul cel bun – Ed. Karth
- Emil Iulian Sude – Scărarul – Ed. Grinta
- Cristina Cîrniceanu – Fața tandră a infernului – Ed. Grinta
- Raluca Oana Ciceu – Sfaturi pentru tinerii muribunzi – Ed. Grinta

#### 2015
- Silvia Bitere – S-Via del Mar – Ed. Grinta
- Adrian Suciu – Profetul popular – ediție bilingvă româno-ebraică – Ed. Zur-Ott, Israel
- Adrian Pârvu – Poeme din casa de lemn – Ed. Grinta
- Adrian Cîrstea – Întoarcerea în paradis – Ed. Grinta
- Valentin Leahu – Cu sufletul seară – Ed. Grinta
- Marie Vrânceanu – Toamna amanților – Ed. Grinta
- Vali Orțan – Glonțul predestinat – Ed. Grinta
- Marius Dumitrescu – Târziu dar neînserat – Ed. Grinta
- Alina Marieta Ion – Cu fața la stradă – Ed. Grinta

#### 2016
- Anca Hirschpek – Nu poți salva nimic – Ed. Grinta
- Tudor Voicu – Sticle goale fiare vechi – Ed. Grinta
- Silviu Dachin – Bilet în lojă – Ed. Grinta
- Letiția Vladislav – Viață într-un pumn de lacrimi – Ed. Grinta
- Irina Lazăr – Fragment de joc – Ed. Grinta

#### 2017
- Eugen Pohonțu – În sensul copilului – Ed. Grinta
- Darie Lăzărescu – Recordando – Ed. Grinta
- George Gîtlan – Poeme din flori – Ed. Grinta
- Liliana Filișan – Egofobia LilithEvei – Ed. Grinta
- Florin Dochia – Produse derivate – Ed. Grinta
- Luminița Potîrniche – Despre zboruri căzând – Ed. Grinta
- Ion Toma Ionescu – Ceară și miere – Ed. Grinta
- Nicolae Silade – miniepistole – Ed. Grinta
- Paul Spirescu  – Trepte  – Ed. Grinta

#### 2018
- Tudor Gheorghe Calotescu – poeții nu știu să moară – Ed. Grinta
- Carmen Secere – aproape fericiți – Ed. Grinta
- Dorin Croitor - priveghi fără obiect - Ed. Grinta
- George Mihalcea - decameronul valah - Ed. Grinta
- Simona Toma - o simonă - Ed. Grinta

#### 2019
- Adrian Cîrstea - rongorongo - Ed. Grinta

 Multe dintre cărțile publicate au câștigat premii literare importante și beneficiază de o critică favorabilă.

### Recitalurile Poezia Vie
Direcția 9 promovează poezia, aducând-o în fața publicului. Poezia vie s-a aflat în foarte multe dintre orașele țării (Constanța, Sibiu, Iași, Târgoviște, Cluj, București, Bistrița, Dej, Zalău, Baia-Mare, Brașov, Galați, Ploiești, Caransebeș, Râmnicu-Sărat etc.), dar și în comunitatea românilor din diaspora: Italia, Suedia, Ierusalim.

- Poezia Vie București (ianuarie 2015) însoțiți de Raul Cârstea & Adi Manolovici,
- Poezia Vie Brașov (februarie 2015) însoțiți de Nicu Nicușor,
- Poezia Vie – Maria și poeții (martie 2015) alături de Maria Gheorghiu,
- Poezia Vie Galați (martie 2015) și Poezia Vie București (aprilie 2015),
- Atelierele Poezia Vie Vama Veche (1-3 mai 2015)[4],
- Poezia Vie la Caransebeș (februarie 2016),
- Poezia Vie la Râmnicu Sărat (aprilie 2016)
- Poezia Vie Costinești 2018
- Tabăra Internațională Poezia Vie Costinești 2019
- Poezia Vie Chișinău 2021

### Festivaluri și premii
La Sibiu, se desfășoară anual Festivalul de Poezie Artgothica, organizat în colaborare cu Asociația Artgothica Sibiu, Consiliul Județean și Consiliul Local Sibiu. În cadrul festivalului se acordă premiile Mircea Ivănescu pentru Cartea de Poezie a Anului și premiul Mopete pentru debut în poezie.

Gala Tinerilor Poeți Traian T. Coșovei (desfășurată anual, în luna noiembrie) este un eveniment în memoria poetului Traian T. Coșovei organizat în colaborare cu Editura Tracus Arte, în cadrul căruia se acordă premiile pentru debut în Poezie „Traian T. Coșovei” și „1, 2, 3...”. 
Premiile Ciprian Chirvasiu pentru poezie cu cântec și Trofeul Marius Dumitrescu